# Cérium(IV)-szulfát
A cérium(IV)-szulfát szervetlen vegyület. Vízmentes (anhidrát) formája a Ce(SO4)2 só, de néhány hidrátja is ismert: Ce(SO4)2(H2O)x, ahol x 4, 8 vagy 12 lehet. Ezek sárga vagy sárgás/narancsos színű szilárd anyagok, melyek vízben és híg savakban mérsékelten oldódnak. Semleges oldatuk halványsárga CeO2 kiválása közben lassan bomlik. Oldatuk erős sárga színű. A tetrahidrát vizét 180-200 °C-ra melegítve elveszíti.
Jégecetben és tiszta (96%-os) etanolban oldhatatlan.
Régebben finom, kalcinált cérium(IV)-oxid és tömény kénsav közvetlen reakciójával állították elő, ennek terméke a tetrahidrát volt.

## Felhasználása
A cérium(IV) erős oxidálószer, különösen savas közegben. Híg sósavhoz adva abból – lassan, de – elemi klór fejlődik. Erősebb redukálószerekkel sokkal gyorsabban reagál, például szulfitokkal savas közegben gyors és teljes reakció megy végbe.
Redukciója során a cérium(IV)-ből cérium(III) képződik:
Ce4+ + e−  →   Ce3+
A cérium(III) ion színtelen.
Az analitikai kémiában redoxi titrálásokhoz használják, többnyire redoxi indikátorral együtt (cerimetria).
Hasonló vegyület az ammónium-cérium(IV)-szulfát.
A Ce(IV) oldhatósága metánszulfonsavban mintegy 10-szerese a savas szulfátoldatban elérhetőnek.

## Fordítás
Ez a szócikk részben vagy egészben  a   Cerium(IV) sulfate című angol Wikipédia-szócikk ezen változatának fordításán alapul.  Az eredeti cikk szerkesztőit annak laptörténete sorolja fel. Ez a jelzés csupán a megfogalmazás eredetét és a szerzői jogokat jelzi, nem szolgál a cikkben szereplő információk forrásmegjelöléseként.